# ARA Alférez Sobral (A-9)
El aviso ARA Alférez Sobral (A-9) (AVAS) fue un buque de la Armada Argentina originalmente botado como USS ATA-187. Es una unidad de la clase Sotoyomo comisionada por la Armada de los Estados Unidos en 1944 que luchó en la Segunda Guerra Mundial. En 1948 fue bautizado USS Salish (ATA-187) y condecorado por sus acciones.
Fue transferido a la Armada Argentina en 1972, luchó en la Guerra de Malvinas de 1982 y fue nuevamente condecorado. Fue retirado del servicio en 2018. El ARA Alférez Sobral fue finalmente hundido, en la tarde del miércoles 21 de mayo de 2025, por tiro de artillería naval en una etapa de adiestramiento de unidades de la flota de mar.
Poseía un radar Decca TM-1226. De 1993 a 2010 tuvo su asiento en la Base Naval Ushuaia y de 2010 a 2018 en la División Patrullado Marítimo, Área Naval Atlántica, Base Naval Mar del Plata.

## Su nombre
Debe su nombre al alférez José María Sobral, importante explorador militar y geólogo argentino, de gran trayectoria en la Antártida.

## Servicio operativo

### Primeras misiones
A fines de 1972 se destacó a las Islas Malvinas para apoyo de las comunicaciones, en las negociaciones diplomáticas con autoridades locales, británicas y malvinenses.
En 1973 auxilió al buque Aremar IV, que estaba haciendo agua a 11 millas del Faro de Colonia.
En 1974 remolcó, junto con el aviso Zapiola, desde San Diego hasta Puerto Belgrano a los destructores dados de baja por la Armada de los Estados Unidos USS Collett (DD-730) y USS Mansfield (DD-728).
En 1980 auxilió al pesquero Nueva Julia.

### Acciones bélicas
El 27 de marzo de 1982, el Aviso ARA Alférez Sobral, dotado por 49 hombres, se encontraba en su apostadero de la Base Naval Puerto Belgrano. Sus tareas en la Armada Argentina era llevar a cabo diversas tareas auxiliares, tales como remolques en el mar, balizamientos, apoyo a otras unidades y a las zonas costeras. Entonces su Comandante, Capitán de Corbeta Sergio Raúl Gómez Roca recibió la orden de alistar el buque y zarpar de inmediato con la tripulación sin conocer la misión. 
El 1 de abril fondeó frente a la ciudad de Río Gallegos. El 11 se traslada a Puerto Deseado para efectuar un reabastecimiento y luego ocupar posición al oeste de las Islas Malvinas con tarea de rescate de las tripulaciones de aviones derribados o náufragos.
El 1 de mayo, a las 1700, un avión Canberra MK-62 de la Fuerza Aérea Argentina que se dirigía a bombardear a las fuerzas británicas fue abatido aproximadamente a 100 millas náuticas (185 km) al norte del Estrecho de San Carlos. El Sobral es destacado a la búsqueda y el rescate de los dos tripulantes de la aeronave.
El 3 de mayo de 1982, cerca de la 0130, el aviso ARA Alférez Sobral, es atacado por dos helicópteros de la Royal Navy. Un primer misil le destruye un bote pero el segundo impacta en el puente de mando matando de inmediato a su comandante. A partir de ese momento, el Segundo Comandante, Teniente de Navío Sergio Bazán, herido en una pierna por una esquirla, se hizo cargo de una nave en llamas, sin balsas sanas, con los elementos de navegación y comunicación destruidos y con la posibilidad de ser atacados otra vez.
En condiciones precarias logró alcanzar la costa Puerto Deseado el 5 de mayo atracando esa misma noche. El 23 de mayo el aviso llegó remolcado a Puerto Belgrano, donde el Arsenal Naval reconstruyó su puente.
Los muertos en el incidente fueron:
- Capitán de Corbeta Sergio Raúl Gómez Roca.
- Guardiamarina Claudio Olivieri.
- Cabo Principal Mario Alancay.
- Cabo Segundo Daniel Tonina.
- Cabo Segundo Sergio Medina.
- Cabo Segundo Ernesto del Monte.
- Marinero Primero Héctor Dufrechu.
- Conscripto Roberto Derrico.

Los pilotos de la Fuerza Aérea Argentina que fueron derribados nunca pudieron ser hallados.

### Décadas de 1990 a 2000
En 1996 remolcó a puerto al pesquero Centurión del Atlántico en emergencia en alta mar.
En 1997 capturó al pesquero infractor de bandera de Taiwán Tung Heng 3.
Asistió en 2001 al crucero Caledonian Star de National Geographic, averiado durante el cruce del Pasaje de Drake.
A los 60 años de su botadura y todavía en actividad, durante el año 2004 cumplió diferentes tareas entre las que se encuentran el apoyo logístico permanente a Isla de los Estados y Beccases, el remolque en emergencia del Remolcador ARA Toba, presencia en Puerto Santa Cruz e intervino además en el ejercicio de asistencia humanitaria Solidaridad en Punta Arenas, y del ejercicio Viekaren en Puerto Williams, junto a elementos de la Armada de Chile.
Durante octubre de 2006 intervino, junto con el transporte ARA Bahía San Blas (B-4), en el ejercicio Solidaridad.
Colaboró con el rescate del navegante del velero francés Toccata en noviembre de 2009, cerca de la Isla de los Estados.
Durante su permanencia en Ushuaia, patrulló los canales fueguinos e islas de la zona austral. Como parte de su misión primordial, colaboró con el relevo de personal de los puestos de vigilancia y control del tránsito marítimo en el Canal Beagle y la Isla de los Estados. Ha intervenido en varias operaciones de rescate, las cuales se acrecientan por las extremas condiciones naturales de ese escenario. Realiza además apoyo a regatas oceánicas y navegaciones institucionales.

### Década de 2010
Las actividades operativas son variadas. La participación en ejercicios conjuntos y combinados es constante. En 2011 la unidad se vio sometida a reparaciones en el Arsenal Naval Puerto Belgrano, quedando preparada para operar a plena capacidad bajo comando de la División Patrullado Marítimo, a la cual se integró en 2010, comenzando tareas de control del mar.
En octubre de 2014, trasladó desde el Astillero Río Santiago hasta Mar del Plata un monumento conmemorativo a 20 años de la Expedición Atlantis.
Durante marzo de 2015, el buque re-aprovisionó de agua y víveres al destructor ARA Sarandí (D-13), afectado a la operación de búsqueda de sobrevivientes tras el hundimiento del pesquero San Jorge I en cercanías de Villa Gesell.
En el año 2016, el Centro de Excombatientes de Malvinas de la ciudad de Santa Fe comenzó negociaciones con la Armada por la donación del buque una vez sea retirado del servicio. En agosto de 2018, la Armada confirmó que el buque sería dado de baja y se conservaría como buque museo en Santa Fe. Mientras tanto permanecía en el apostadero de la Base Naval Mar del Plata..
Tras estar expuesto a una subasta pública, el 24 de septiembre de 2024 fue retirado de la misma por solicitud de veteranos de guerra extripulantes. Así, el buque será entregado en donación para ser un buque museo en manos privadas, al igual que el buque museo ARA Irigoyen. Sin embargo, la falta de fondos para su costoso mantenimiento llevó a que fuera hundido durante unos ejercicios navales por el aviso ARA Puerto Argentino el 21 de mayo de 2025, en una movida polémica que produjo malestar entre los veteranos de guerra.

## Biografía del Sobral durante la Guerra de Malvinas
Entrevista a tripulantes del Sobral en . Consultado el 27 de abril de 2019.
Audio de la Radio Nacional Argentina anunciando que el ARA Sobral regresaba al continente en 